# Exalphus confusus
Exalphus confusus là một loài bọ cánh cứng trong họ Cerambycidae.